# Annonciation (Lippi, Rome)
Pour les articles homonymes, voir Annonciation et L'Annonciation dans les arts.
L'Annonciation (ou Annonciation Doria) est une peinture de la Renaissance italienne, du peintre Fra Filippo Lippi, achevée vers 1445-1450. Elle se trouve Galerie Doria-Pamphilj, à Rome.

## Description
Les différences avec d'autres représentations de l'Annonciation comprennent la position de l'ange sur la droite et l'utilisation d'une très lumineuse source de lumière, inspirée par les œuvres de Filippo Brunelleschi et Fra Angelico. Au dessus on voit les mains de Dieu, qui émergent des nuages en libérant la colombe du Saint-Esprit. La colombe descend le long d'un chemin de lumière vers l'épaule de la Vierge, transmettant la Volonté Divine à travers la lumière. 
Les détails architecturaux peuvent avoir été effectués par un assistant.